# ابه‌حاجی‌نبی گل‌چشمه
روستای بهرام صوفی گل چشمه، روستایی است از توابع بخش مرکزی شهرستان آزادشهر در استان گلستان ایران.

## جمعیت
این روستا در دهستان نظام‌آباد قرار دارد و براساس سرشماری مرکز آمار ایران در سال ۱۳۸۵، جمعیت آن ۱۲۷۸ نفر (۲۹۲خانوار) بوده‌است.اکثر جمعیت روستا از ترکمن های نژاد یموت میباشند. از سال 1396نام این روستا به بهرام صوفی گلچشمه تغییر یافت.شغل اکثر مردم روستا دامپروری و کشاورزی میباشد.